# Late Show (programa de televisão)
Late Show é um late-night talk show exibido pela rede norte-americana CBS. Estreou em agosto de 1993 sob o comando de David Letterman, que anteriormente apresentou o Late Night with David Letterman na NBC entre 1982 e 1993. É produzido pela empresa de produção de David Letterman, a Worldwide Pants, e a CBS Television Studios. É filmado a partir do Teatro Ed Sullivan.
David Letterman anunciou que iria se aposentar em 2015, e a CBS indicou Stephen Colbert para sucede-lo. O programa manteve o nome Late Show.

## Histórico de apresentadores
| Apresentador    | De                    | De    | Até  | Até   | Número de programas |
| Apresentador    | Data                  | Idade | Data | Idade | Número de programas |
| --------------- | --------------------- | ----- | ---- | ----- | ------------------- |
| David Letterman | 30 de agosto de 1993  | 46    | 2015 | 68    | 4000+               |
| Stephen Colbert | 8 de setembro de 2015 | 51    | —    | —     | —                   |

## História

### David Letterman (1993–2015)
A CBS anteriormente já apresentou programas de late-night, como o The Merv Griffin Show (1969–1972) e o The Pat Sajak Show (1989–1990), mas nenhum deles foi capaz de enfrentar a concorrência com o The Tonight Show Starring Johnny Carson da NBC e foram cancelados devida a baixa audiência. Por mais de 20 anos antes da estreia do Late Show, a programação noturna da CBS consistia em apresentações de filmes, reprises e especialmente programação enlatada sob o título de CBS Late Night e era transmitido para pequenas audiências. Quando David Letterman ficou disponível depois de a NBC não ter lhe passado a apresentação do Tonight Show, a CBS estava ansiosa para contratá-lo e lhe oferecer um contrato de três anos de 14 milhões de dólares por ano, dobrando o seu salário do Late Night. De acordo com o seu contrato, o programa deveria passar um mês em Hollywood ao menos uma vez ao ano.
A CBS comprou o Teatro Ed Sullivan por quatro milhões de dólares, gastando "muito mais milhões" para a sua reforma. A reforma foi supervisionada pelo arquiteto James Polshek. O custo total para a CBS adquirir o programa, incluindo renovações, negociações de direitos pagos para a NBC, seguido de Letterman e, narrador Bill Wendell, Shaffer, os roteiristas e a banda foi de cerca de 140 milhões de dólares.
Quando Letterman foi para a CBS e começou com o Late Show, muitos dos seus quadros de comédia do Late Night foram juntos. Letterman renomeou a maioria de seus quadros regulares para evitar problemas legais com marca registrada (a NBC diz que o que ele fazia por lá é "propriedade intelectual" da rede).  "Viewer Mail" na NBC se torna o "CBS Mailbag", e Larry "Bud" Melman passou a usar o seu nome de batismo, Calvert DeForest. A band de Paul Shaffer, "World's Most Dangerous Band", se torna a "CBS Orchestra", um golpe sob a NBC a respeito sobre a nova casa do programa, e uma brincadeira com a NBC Orchestra do The Tonight Show.
Nos índices de audiência, o Late Show de Letterman bateu o Tonight Show de Jay Leno por dois anos. Leno passou à frente de Letterman em 10 de julho de 1995, iniciando com uma entrevista com Hugh Grant, depois da muito divulgada prisão de Grant por pegar uma prostituta em Los Angeles. Leno também foi beneficiado com a liderança a partir da popular programação do horário nobre da NBC Must See TV do final da década de 1990. A rede da CBS também foi prejudicada por mudanças de afiações no final de 1994 e a relativa perda dos direitos da National Football League para a Fox, diminuindo o Late Show que estava começando a ganhar força.
O narrador Bill Wendell deixou o programa em 1995, sendo substituído por Alan Kalter.
No programa de 3 de abril de 2014, Letterman anunciou a sua aposentadoria em 20 de maio de 2015.

### Stephen Colbert (a partir de 2015)
Stephen Colbert sucedeu Letterman como apresentador em 2015, assinando um contrato de cinco anos. Em comparação ao seu programa no Comedy Central, o The Colbert Report, no qual ele interpreta um personagem que também se chama Stephen Colbert, Colbert apresenta o programa (que irá manter o nome de Late Show) como ele mesmo.